# Pogonești
Pogonești es una comuna ubicada en el distrito de Vaslui, Rumania.

## Superficie
Posee una superficie de 25,92 kilómetros cuadrados.

## Demografía
Hasta 2021 la población era de 1430 habitantes, con una densidad de población de 55,17 habitantes por kilómetro cuadrado.